# Katrinedal
Katrinedal – miejscowość (tätort) w Szwecji, w regionie administracyjnym (län) Västra Götaland, w gminie Vänersborg.
Według danych Szwedzkiego Urzędu Statystycznego liczba ludności wyniosła: 399 (31 grudnia 2015), 412 (31 grudnia 2018) i 404 (31 grudnia 2019).